# Neotylana marginalis
Neotylana marginalis är en insektsart som först beskrevs av Walker 1858.  Neotylana marginalis ingår i släktet Neotylana och familjen sköldstritar. Inga underarter finns listade i Catalogue of Life.